# Pola (Schiff, 1916)
Die Pola war eine Viermastbark, die von 1916 bis 1919 bei Blohm & Voss in Hamburg für F. Laeisz gebaut wurde, aber nie unter der FL-Flagge fuhr, sondern 1919/1920 nach Frankreich ausgeliefert wurde.

## Geschichte
Bereits 1914 gab die Reederei F. Laeisz in Hamburg der Werft Blohm & Voss den Auftrag zum Bau dreier Viermastbarken. Unter den Baunummern 233 und 234 liefen Pola (nach der istrischen Stadt Pola benannt) 1916 und Priwall 1917 vom Stapel, wurden jedoch erst 1919 bzw. 1920 fertiggestellt, da infolge des Ersten Weltkriegs der Bau von Segelschiffen zu Gunsten kriegswichtiger Aufträge ruhte. Der Auftrag zu Baunummer 235 wurde am 17. Mai 1915 annulliert. Die Priwall wurde am 6. März 1920 von F. Laeisz übernommen, während die Pola (bei Friedensschluss von Versailles 28. Juni 1919 als bereits fahrbereit bekannt)  als Reparationsleistung an Frankreich ausgeliefert werden musste (11. November 1919 offizielle Übergabe an die Alliierten). Zwei Schleppschiffe brachten die Bark am 9. Oktober 1920 unter Führung von Kapitän Carl Martin Brockhöft nach Dünkirchen. Hier lag sie unter ihrem neuen Namen Richelieu bis 1923 auf.
Nach dem Umbau zum Schulschiff machte sie ihre erste große Reise. Unter Kommandant Charles Populaire segelte der Viermaster nach Australien. In Port Lincoln wurde eine volle Ladung Weizen mit Zielhafen Liverpool geladen. Zurück in Brest lag das Schiff noch eine Zeit fest, bis es 1926 unter Kapitän Jules Emmanuel Denis Cornec nach Baltimore segelte. Bei der Beladung mit Kistenöl (Öl in kleinen Stahlbehältern, die in Kisten verpackt sind – eine Lösung für den Öltransport, bevor es Tankschiffe gab) kam es zu einer Explosion, in deren Folge das Schiff ausbrannte. Nach dem Brand kondemniert, diente das Schiff noch einige Jahre als Leichter und wurde 1933 abgewrackt.